# 利希特费尔德 (萨克森-安哈尔特州)
利希特费尔德（德語：Lichterfelde，發音：[ˈlɪçtɐˌfɛldə] ⓘ）是德国萨克森-安哈尔特州施滕达尔县曾经的一个市镇，面积18.84平方千米，2012年7月4日人口为346人。2010年1月1日，利希特费尔德与另外3个市镇合并为新市镇阿尔特梅基舍维舍。